# Louis de la Kethulle

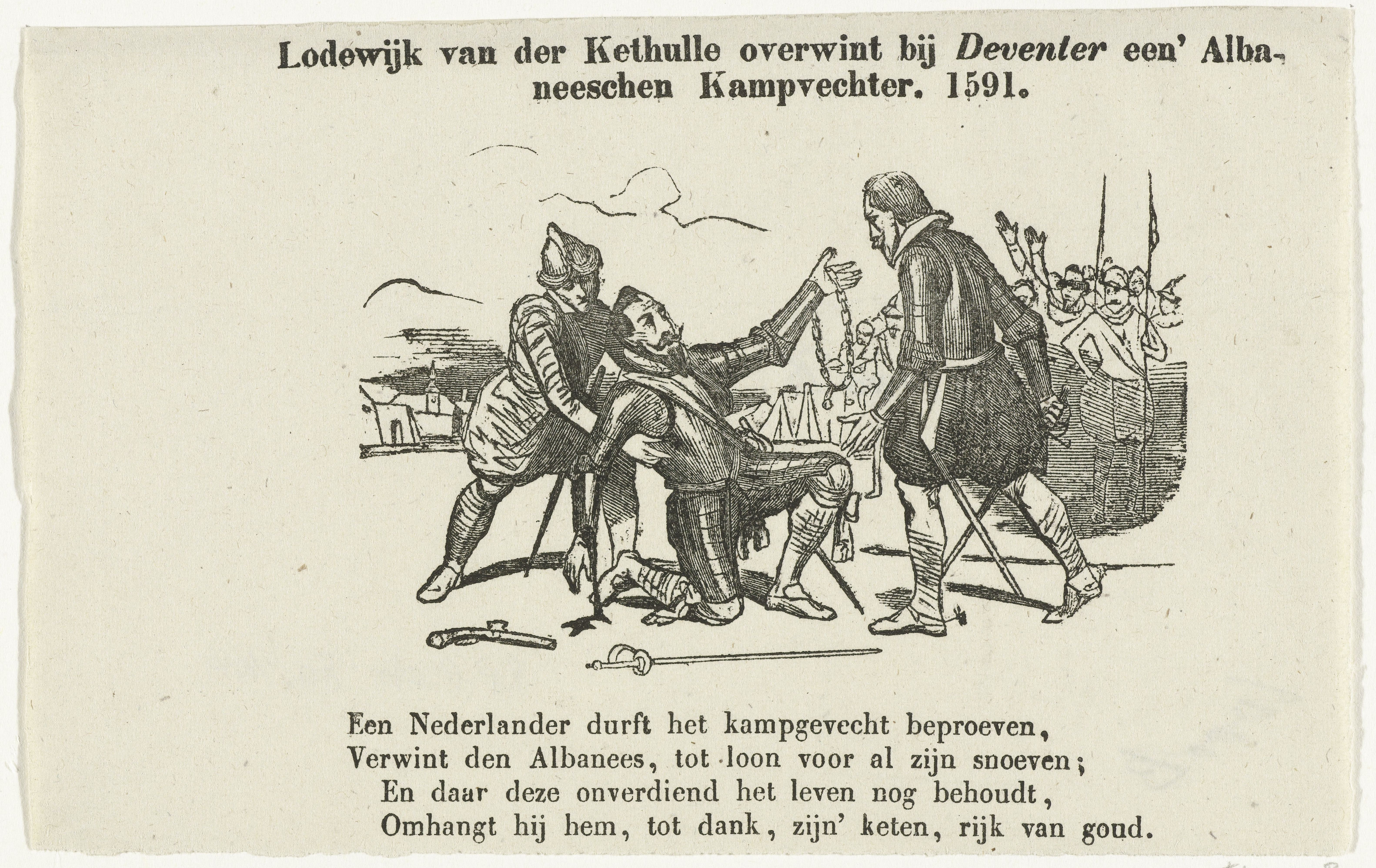
Lodewijk van der Kethulle verslaat de Spaanse ruiter (1591)

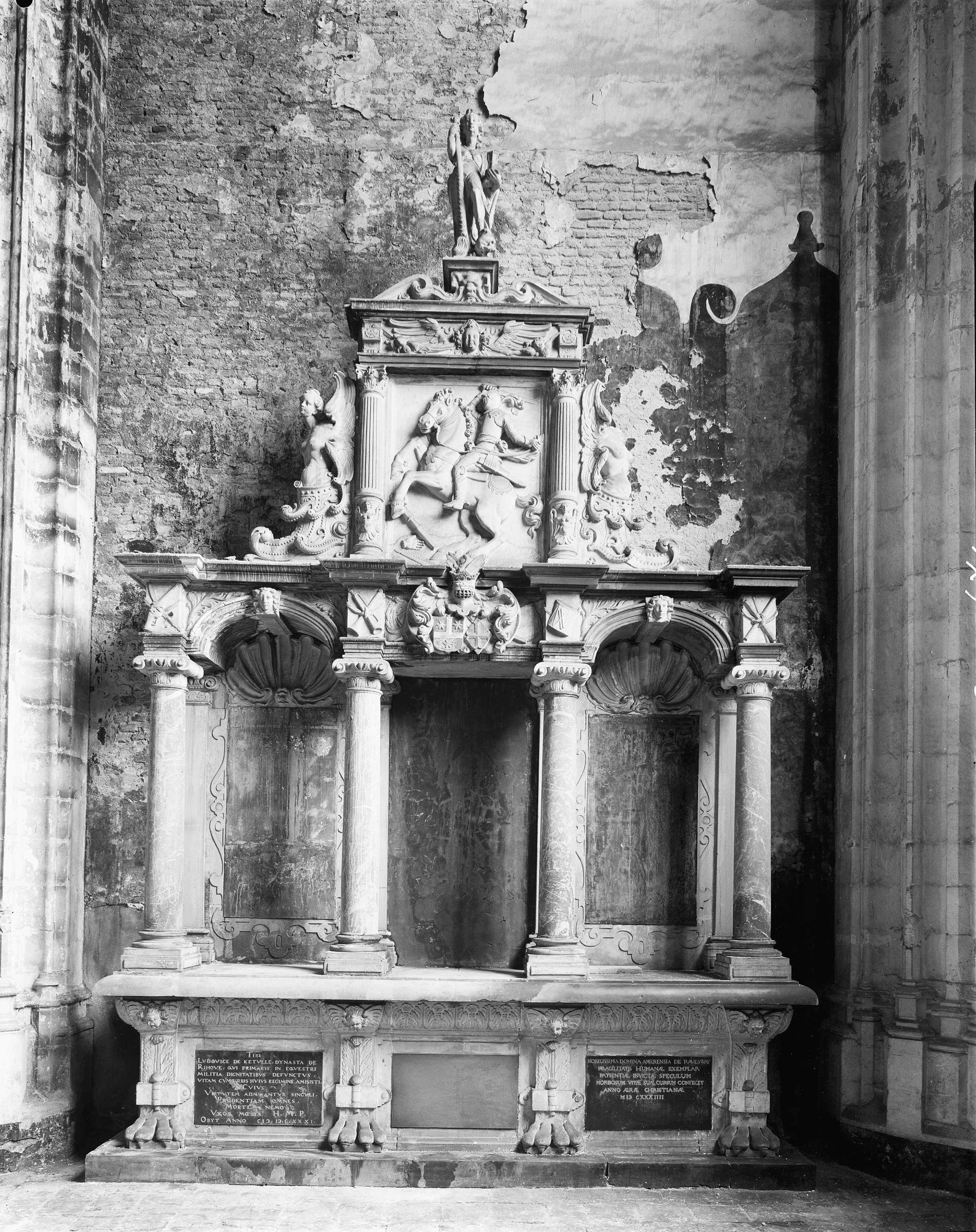
Grafmonument van Lodewijk van der Kethulle en zijn echtgenote in de toenmalige Hervormde kerk (foto 1969)

Louis de la Kethulle (Gent, 1565 - Bergen op Zoom, 21 oktober 1631) was een officier in dienst van de Noord-Nederlandse Staten-Generaal.

## Levensloop
Louis was de tweede zoon van François van Ryhove en van Suzanna van den Haute. Zijn oudere broer was Philippe de la Kethulle, die tamelijk vroeg moet overleden zijn.
In 1581 werd hij, zoals zijn vader, zijn broer en zijn twee zussen, begiftigd met een levenslang pensioen vanwege de stad Gent, voor de verdiensten die de vader verworven had.
In 1584 vluchtte hij met zijn vader naar de Noordelijke provincies en trad in dienst van het leger van de Staten-Generaal, aangevoerd door Maurits van Nassau. Hij onderscheidde zich in 1591 tijdens het Beleg van Deventer.
In 1618, tegen het einde van het Twaalfjarig Bestand, werd hij door Maurits van Nassau benoemd tot militair gouverneur van Bergen-op-Zoom. In 1622 slaagde hij er in, opnieuw met de hulp van Maurits van Nassau, weerstand te bieden aan de Spaanse troepen die onder de leiding van generaal Ambrogio Spinola Bergen op Zoom belegerden. Na minder dan vier maanden braken ze hun belegeringskamp op.
Het beleg heeft een bekend lied aan de Nederlandse liederenschat toegevoegd, 'Merck toch hoe sterck'. Het lied ontstond uit een briefwisseling tussen Adriaen Valerius uit Veere en een stadsbestuurder van Bergen op Zoom.
Louis de la Kethulle trouwde in 1598 in Delft met Françoise van Steelandt, bij wie hij een dochter kreeg. Hij hertrouwde in 1621 in Bergen-op-Zoom met Emerence de Ravesway.